# Mitrulinia
Mitrulinia es un género de hongos en la familia Sclerotiniaceae. Es un género monotípico, su única especie es Mitrulinia ushuaiae.